# Данилейко Северин Володимирович
Северин Володимирович Данилейко — український культурний діяч, музикант, етноспівак, фольклорист–дослідник, актор, громадський діяч, співзасновник і учасник фольк-гурту «Хорея Козацька».

## Життєпис
Северин Данилейко народився 1983 року в родині полтавського письменника Володимира та художниці Ніни Данилейків. Закінчив Полтавське музичне училище, де здобув фах етномузиколога. Також навчався на факультеті музичного мистецтва Київського національного університету культури і мистецтв, який закінчив за спеціальністю «Фольклор». Народний спів вивчав у класі Івана Сінельнікова (ансамбль «Кралиця»).
Разом з дружиною заснували Майстерню чоловічого гуртового співу (майстерня ЧГС): співаки знімають відеокліпи із забутими народними піснями та наповнюють свій youtubе-канал. Живе і працює в Києві.
Северин співпрацює з етногуртами «Гуляйгород», «Буття».

## Родина
У родині окрім Северина також народилися — доньки: Соломія (нар. 1979) й Маруся (нар. 1989) та сини Світослав (нар. 1980), Кий (нар. 1982) й Данило (1985).
Одружений з Іванною.

## Нагороди
- лауреат Національної премії України імені Тараса Шевченка (2023) в складі етно-гурту «Хорея Козацька» — за аудіоальбом «Пісні Української революції» в номінації «музичне мистецтво»[4][5];
- лауреат Міжнародних конкурсів[2].